# Miriam Blasco
Miriam Guadalupe Blasco Soto (Valladolid, 12 de diciembre de 1963) es una exjudoca y política española. Fue la primera deportista española en conseguir una medalla en los Juegos Olímpicos de Verano y la primera en ser campeona olímpica, al lograr el oro en Barcelona 1992.

## Biografía
Nació y vivió durante su juventud en Valladolid. Su familia estaba relacionada con el deporte: su padre era profesor de Educación Física y su madre tenía una tienda de Deportes. Los nueve hermanos tuvieron que apuntarse a algún deporte «así que lo del judo fue casi como una lotería» explicaba en una entrevista.
Cuando su padre se jubiló, toda la familia se trasladó a vivir a Madrid pero Miriam decidió instalarse en Alicante a los 18 años por razones sentimentales. Además, consideró que la situación le era allí más favorable para la práctica del yudo. En Alicante estudiaba Magisterio e impartía clases.

## Carrera deportiva
El 31 de julio de 1992 se convirtió en la primera deportista española en lograr una medalla de oro en unos Juegos Olímpicos, en Barcelona 1992, abriendo la puerta del medallero femenino español. Al día siguiente, Almudena Muñoz también ganó el oro y en las mismas olimpiadas también lograron medallas la selección femenina de hockey y Theresa Zabell.
Participó en los Juegos Olímpicos de Barcelona 1992, obteniendo una medalla de oro en la categoría de –56 kg y convirtiéndose en la primera deportista española en ganar una medalla de oro en unos Juegos Olímpicos. La judoka dedicó el oro en los Juegos a su entrenador, Sergio Cardell, fallecido poco antes de la cita en un accidente de moto. También ganó dos medallas en el Campeonato Mundial de Judo en los años 1989 y 1991, y cinco medallas en el Campeonato Europeo de Judo entre los años 1988 y 1994.
En 1996 asistió como entrenadora a los Juegos de Atlanta 1996, donde condujo al bronce a sus pupilas Isabel Fernández y Yolanda Soler.

### Palmarés internacional
| Juegos Olímpicos   | Juegos Olímpicos       | Juegos Olímpicos  | Juegos Olímpicos |
| Año                | Lugar                  | Medalla           | Categoría        |
| ------------------ | ---------------------- | ----------------- | ---------------- |
| 1992               | Barcelona (España)     | Medalla de oro    | –56 kg           |
| Campeonato Mundial |                        |                   |                  |
| Año                | Lugar                  | Medalla           | Categoría        |
| 1989               | Belgrado (Yugoslavia)  | Medalla de bronce | –56 kg           |
| 1991               | Barcelona (España)     | Medalla de oro    | –56 kg           |
| Campeonato Europeo |                        |                   |                  |
| Año                | Lugar                  | Medalla           | Categoría        |
| 1988               | Pamplona (España)      | Medalla de plata  | –56 kg           |
| 1989               | Helsinki (Finlandia)   | Medalla de bronce | –56 kg           |
| 1991               | Praga (Checoslovaquia) | Medalla de oro    | –56 kg           |
| 1992               | París (Francia)        | Medalla de bronce | –56 kg           |
| 1994               | Gdańsk (Polonia)       | Medalla de bronce | –61 kg           |

## Carrera política
Tras el abandono de la vida deportiva fue comentarista de Televisión Española en Sídney 2000 y pasó a la política de mano del Partido Popular, resultando elegida senadora por Alicante en las elecciones generales de 2000, 2004 y 2008 y diputada de 2011 a 2015. Ha sido vocal de la Comisión de la Mujer del Comité Olímpico Español y presidenta de la Comisión especial sobre la situación de los deportistas al finalizar su carrera deportiva. En la actualidad se dedica al voluntariado y mantiene su compromiso en promoción de la mujer en el deporte.

## Vida personal
Miriam Blasco tuvo un primer matrimonio con el también judoka Alfredo Aracil, aunque la relación se había deteriorado antes de Barcelona 1992 debido a las exigencias de la alta competición.
En julio de 2017 explicó en un reportaje emitido por María Escario en Televisión Española, realizado con motivo del aniversario de los Juegos Olímpicos de 1992, que desde 2015 estaba casada con su rival en la final de Barcelona 92, la británica Nicola Fairbrother, con quien llevaba 22 años de relación como pareja. Algunos medios desde el movimiento LGTB le han reprochado que siendo senadora del PP en 2005 votara contra el matrimonio igualitario. Ella explicó el sentido de su voto en que, al pertenecer a un grupo, debía cumplir la disciplina de partido.

## Premios, reconocimientos y distinciones
- Mejor Deportista Femenina de 1989, 1990, 1991 y 1992 en los Premios Deportivos Provinciales de la Diputación de Alicante.[13]
- Trofeo Ayuntamiento de Alicante al mejor deportista alicantino absoluto de 1990 y 1991, otorgado por la Asociación de la Prensa Deportiva de Alicante.
- Premio Reina Sofía en 1991 y 1992, otorgado por el Consejo Superior de Deportes y entregado en la gala anual de los Premios Nacionales del Deporte.[14]
- Medalla de Oro de la Real Orden del Mérito Deportivo, otorgada por el Consejo Superior de Deportes (1994)[15]
- Las ciudades de Alicante y Valladolid, en el barrio de Parquesol, tienen una calle con su nombre. Además en su ciudad natal un polideportivo lleva su nombre.[16]